# Kirsi Tiihonen
Kirsi Tiihonen, född 19 augusti 1963 i Rovaniemi, är en finländsk operasångare (sopran).
Tiihonen har studerat vid Sibelius-Akademin för Liisa Linko-Malmio (diplom 1993). 1991 segrade hon i tre tävlingar: sångtävlingen i Villmanstrand, Timo Mustakallio-tävlingen och den internationella tävlingen i Rio de Janeiro. 1994 segrade hon i den internationella Mirjam Helin-tävlingen i Helsingfors, 1995 vann hon liedklassen i tävlingen Cardiff singer of the world.
Tiihonen var 1994–1996 engagerad vid Nationaloperan och har från 1997 framträtt vid operafestspelen i Nyslott och på många europeiska scener, bland annat i Köpenhamn, Milano, Berlin, Frankfurt, Hamburg och Tallinn. Hennes repertoar omfattar de mest betydande sopranrollerna såsom Donna Anna (Don Giovanni), Grevinnan (Figaros bröllop), Leonore (Fidelio), Desdemona (Otello), titelrollen i Aida, Amelia (Maskeradbalen), Elisabeth (Tannhäuser), Isolde (Tristan och Isolde), Senta (Flygande holländaren), sopranroller i Wagners Der Ring des Niebelungen och Riitta (Viimeiset kiusaukset). På konsertestraden har Tiihanen samarbetat med dirigenter som Daniel Barenboim, Vladimir Asjkenazi, Anders Berglund, Osmo Vänskä och Jukka-Pekka Saraste. På skiva har hon inspelat sånger av bland andra Toivo Kuula, Leevi Madetoja och Jean Sibelius. Hon medverkade 2005 i inspelningen av Tauno Pylkkänens opera Mare ja hänen poikansa 2005.